# Eunice Jepkoech Sum
Eunice Jepkoech Sum (Kenia, 10 de abril de 1988) es una atleta keniana, especialista en la prueba de 800 m, con la que ha logrado ser campeona mundial en 2013.

## Carrera deportiva
En el Mundial de Moscú 2013 gana el oro en 800 m, por delante de la estadounidense Brenda Martinez que ganó el bronce, la medalla de plata quedó vacante.
En el Mundial de Pekín 2015 gana la medalla de bronce en la misma prueba, tras la bielorrusa Maryna Arzamasava y la canadiense Melissa Bishop.